# Design 1016 (US Shipping Board)
 (décembre 2024).

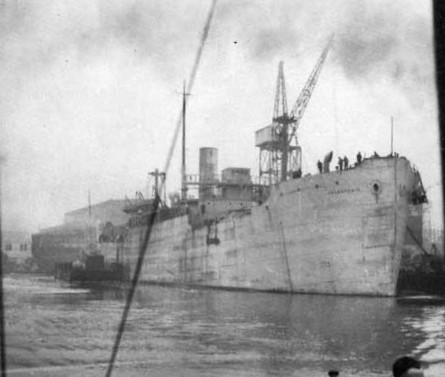
Le Fort Wayne durant les dernières étapes de sa construction.

Le navire Design 1016 (nom complet Emergency Fleet Corporation Design 1016) est un modèle de cargo à coque en acier appartenant à l’un des types standardisés approuvés pour la production en série par l'Emergency Fleet Corporation (EFC) de l'United States Shipping Board (USSB) durant la Première Guerre mondiale. Ils sont également surnommés « type Baltimore Drydock ».

## Caractéristiques

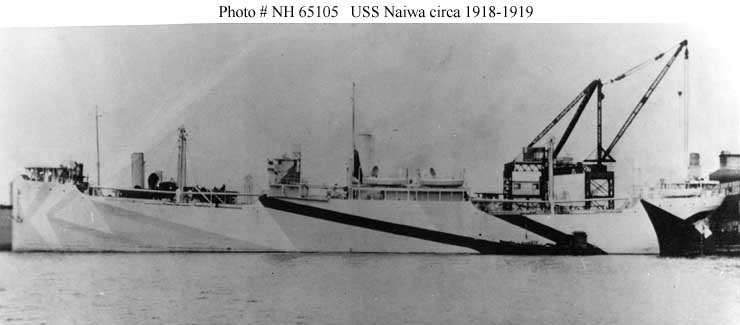
Le Naiwa en camouflage dazzle.

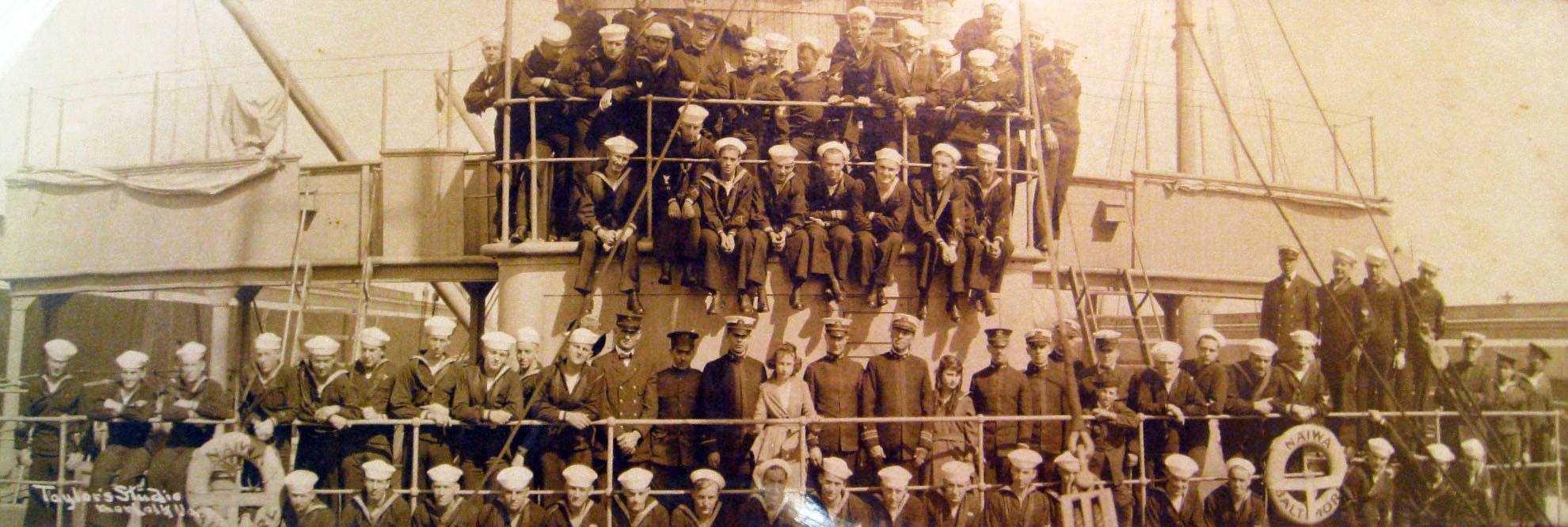
L'équipage militaire du Naiwa pose au pied de la passerelle à la base navale de Hampton Roads.

Le port en lourd de ces navires est de 8 800 t pour un tonnage de près de 6 240 t. Les chaudières brûlent du fioul et entraînent une machine à turbine.

## Construction
Deux chantiers navals de la côte Est reçoivent des commandes pour ce type de navires : 
- Baltimore Shipbuilding & Drydock Company de Baltimore, Maryland : 8 navires ;
- Groton Iron Works, Groton, Connecticut : 6 navires.

## Carrière
Deux navires de ce modèle, les Fort Wayne (en) et Naiwa (en) sont utilisés à titre temporaire par l'United States Navy en tant qu'auxiliaires, n'effectuant qu'une seule traversée de l'Atlantique (vers La Spezia et La Pallice, d'où le Naiwa embarquera 7 000 t d'artillerie saisie aux Allemands pour une évaluation aux USA.
À l'issue de la Première guerre, ils sont restitués à l'USSB. Dans les années 1920, l'activité des navires de ce modèle n'est pas documentée et plusieurs sont certainement inactifs. Les Dauperita, Tollard et Worcester sont pris en location par l'Inland Waterways Corporation entre 1928 et 1930.
Le surplus de navires marchands durant l'entre-deux-guerres est aggravé par la Grande Dépression qui entraîne l'immobilisation de cargos supplémentaires tandis que la perspective d'une réactivation de ceux déjà au mouillage depuis plusieurs années s'éloigne davantage.
l'Union Shipbuilding de Baltimore, voisine des usines Bethlehem Steel, démantèle 13 des navires de la série à l'exception du Fort Wayne , renommé Los Angeles en 1929 qui sera finalement ferraillé au Japon en 1934.